# Hoge Commando van Vulcan
Het Hoge Commando van Vulcan is een fictieve organisatie in de wereld van Star Trek (vooral van Star Trek: Enterprise) en is gevestigd op de planeet Vulcan. Het Hoge Commando (zoals het meestal wordt genoemd) had de verantwoordelijkheid over alle militaire en civiele (burgerlijke) organisaties, alsmede de Vulcaanse ruimtevloot, diplomatieke missies en wetenschappelijk onderzoek. Tevens was het de facto de belangrijkste militaire organisatie, omdat ze ook oorlogen konden starten (zie Kir'Shara).
De geschiedenis van het Commando gaat terug tot ten minste 1957. In de aflevering Carbon Creek van Enterprise, vertelt personage T'Pol over een noodsignaal dat een Tellaritaans vrachtschip had gestuurd naar het Commando.
Wanneer en of het Hoge Commando is opgeheven is onduidelijk, omdat het in verschillende Star Trekseries nog wordt genoemd, maar tenminste veel minder macht heeft, omdat de Verenigde Federatie van Planeten en Starfleet werden opgericht, later in de 22e eeuw.